# Turritella cooperi
Turritella cooperi är en snäckart som beskrevs av Carpenter 1864. Turritella cooperi ingår i släktet Turritella och familjen tornsnäckor. Inga underarter finns listade i Catalogue of Life.